# جورج سارجنت
جورج سارجنت (بالإنجليزية: George Sargent)‏ هو شخصية أعمال أسترالي، ولد في 1859، وتوفي في 1921.